# North Devon Football League
De North Devon Football League is een Engelse regionale voetbalcompetitie en werd gestart in 1904. De competitie bevindt zich op het 12de niveau in de Engelse voetbalpyramide. De kampioen kan promoveren naar de Devon County Football League.